# Laboral Kutxa-Fundación Euskadi
La Laboral Kutxa-Fundación Euskadi è una squadra femminile spagnola di ciclismo su strada attiva tra i professionisti dal 2021.

## Cronistoria

### Annuario
| Anno | Codice | Nome                            | Cat. | Biciclette | Dirigenza                                                                            |
| ---- | ------ | ------------------------------- | ---- | ---------- | ------------------------------------------------------------------------------------ |
| 2020 | -      | Laboral Kutxa-Fundación Euskadi | -    | Orbea      | Manager: Dir. sportivi:                                                              |
| 2021 | LKF    | Laboral Kutxa-Fundación Euskadi | CTW  | Orbea      | Manager: Dir. sportivi:                                                              |
| 2022 | LKF    | Laboral Kutxa-Fundación Euskadi | CTW  | -          | Manager: Dir. sportivi:                                                              |
| 2023 | LKF    | Laboral Kutxa-Fundación Euskadi | CTW  | Orbea      | Manager:Aitor Galdós Dir. sportivi: Ion Lazkano, Alexander Aranberri, Jesus Ezkurdia |
| 2024 | LKF    | Laboral Kutxa-Fundación Euskadi | CTW  | Orbea      | Manager: Aitor Galdós Dir. sportivi: Ion Lazkano, Peio Goikoetxea                    |
| 2025 | LKF    | Laboral Kutxa-Fundación Euskadi | PTW  | Mendiz     | Manager: Aitor Galdós Dir. sportivi: Ion Lazkano, Peio Goikoetxea, Rubén Pérez       |

### Classifiche UCI
| Anno | Class. | Pos. | Migliore cl. individuale |
| ---- | ------ | ---- | ------------------------ |
| 2021 | CTW    | 57ª  | Eukene Larrarte (608ª)   |
| 2022 | CTW    | 50ª  | Yurani Blanco (279ª)     |
| 2023 | CTW    | 23ª  | Nadia Quagliotto (147ª)  |
| 2024 | CTW    | -    | Usoa Ostolaza (74ª)      |

## Palmarès
Aggiornato al 6 agosto 2025.

### Grandi Giri
- Giro d'Italia Women

Partecipazioni: 2 (2024, 2025)
Vittorie di tappa: 0
Vittorie finali: 0
- Tour de France femminile

Partecipazioni: 2 (2024, 2025)
Vittorie di tappa: 0
Vittorie finali: 0
- La Vuelta Femenina

Partecipazioni: 5 (2021, 2022, 2023, 2024, 2025)
Vittorie di tappa: 0
Vittorie finali: 0

### Campionati nazionali
- Campionati cileni: 2

In linea: 2025 (Julia Biryukova)
Cronometro: 2025 (Julia Biryukova)
- Campionati ucraini: 2

In linea: 2025 (Catalina Soto)
Cronometro: 2025 (Catalina Soto)
- Campionati giapponesi: 1

In linea: 2024 (Eri Yonamine)
- Campionati spagnoli: 1

In linea: 2024 (Usoa Ostolaza)

## Organico 2025
Aggiornato al 6 agosto 2025.

### Staff tecnico
|  | Naz.              | Ruolo | Sportivo        |  |  |  |
|  | ----------------- | ----- | --------------- |  |  |  |
|  | Spagna (bandiera) | GM    | Aitor Galdós    |  |  |  |
|  | Spagna (bandiera) | DS    | Ion Lazkano     |  |  |  |
|  | Spagna (bandiera) | DS    | Peio Goikoetxea |  |  |  |
|  | Spagna (bandiera) | DS    | Rubén Pérez     |  |  |  |

### Rosa
|  | Naz.                  |  | Sportivo                 | Anno |  |  |
|  | --------------------- |  | ------------------------ | ---- |  |  |
|  | Spagna (bandiera)     |  | Naia Amondarain Gazañaga | 2001 |  |  |
|  | Italia (bandiera)     |  | Alice Maria Arzuffi      | 1994 |  |  |
|  | Ucraina (bandiera)    |  | Julia Biryukova          | 1998 |  |  |
|  | Spagna (bandiera)     |  | Idoia Eraso              | 2002 |  |  |
|  | Italia (bandiera)     |  | Arianna Fidanza          | 1995 |  |  |
|  | Uzbekistan (bandiera) |  | Yanina Kuskova           | 2001 |  |  |
|  | Spagna (bandiera)     |  | Usoa Ostolaza            | 1998 |  |  |
|  | Spagna (bandiera)     |  | Ane Santesteban          | 1990 |  |  |
|  | Italia (bandiera)     |  | Debora Silvestri         | 1998 |  |  |
|  | Cile (bandiera)       |  | Catalina Soto            | 2001 |  |  |
|  | Spagna (bandiera)     |  | Alba Teruel              | 1996 |  |  |
|  | Italia (bandiera)     |  | Laura Tomasi             | 1999 |  |  |
|  | Italia (bandiera)     |  | Cristina Tonetti         | 2002 |  |  |
|  | Spagna (bandiera)     |  | Eneritz Vadillo          | 2004 |  |  |